# Barionsko število
Barionsko število (oznaka {\displaystyle B\,}) je določeno kot
{\displaystyle B={\frac {1}{3}}\left(n_{\text{q}}-n_{\bar {\text{q}}}\right),}
kjer je 
- {\displaystyle n_{\text{q}}\,} število kvarkov
- {\displaystyle n_{\bar {\text{q}}}\,} število antikvarkov

Barioni (vsebujejo tri kvarke) imajo barionsko število enako +1, mezoni (vsebujejo dva kvarka) in leptoni imajo barionsko število 0, antibarioni (vsebujejo tri kvarke) imajo barionsko število -1. 
Kvarki ne nosijo samo električni naboj ampak tudi dodatne naboje kot so barvni naboj in šibki izospin. Barionsko število so vpeljali pred uvedbo kvarkovskega modela. Zaradi tega bi bilo primerneje govoriti o kvarkovskem številu. To pojasnjuje tudi imenovalec 3 v izrazu za določanje barionskega števila. 
Delci, ki jih ne sestavljajo kvarki imajo barionsko število enako 0. Takšni delci so leptoni, foton, bozoni W in Z in graviton.

## Ohranjenje barionskega števila
Barionsko število se skoraj vedno ohranja (z nekaj izjemami) v interakcijah, ki jih dovoljuje standardni model. Ohranjanje pomeni, da je vsota vseh barionskih števil pred in po interakciji enaka. 
V teoriji velikega poenotenja je dovoljena tudi sprememba bariona v nekatere leptone, pri tem pa bi se kršilo pravilo ohranitve leptonskega števila. To bi bilo tudi, če bi razpadel proton.